# Bedingrade
Bedingrade (auf Borbecker Platt Beddingroode genannt) ist ein Stadtteil im Westen der Stadt Essen. Er grenzt im Norden an die Stadtteile Frintrop, Dellwig und Gerschede, im Osten an Borbeck-Mitte als nächstes Mittelzentrum, im Süden an Schönebeck sowie im Westen an die Nachbarstädte Oberhausen und Mülheim an der Ruhr.

## Charakter
Der dörfliche Charakter des Stadtteils mit zahlreichen Grünflächen, Feldern und Schrebergärten hat sich weitgehend bis in die Gegenwart erhalten. Sonst dominiert Wohnbebauung, bestehend aus Ein- und Mehrfamilienhäusern, erbaut durch private und öffentliche Bauträger. Die späten 1950er und 1960er Jahre waren von verstärktem Bau von Werkswohnungen und allgemeinem sozialen Wohnungsbau geprägt.

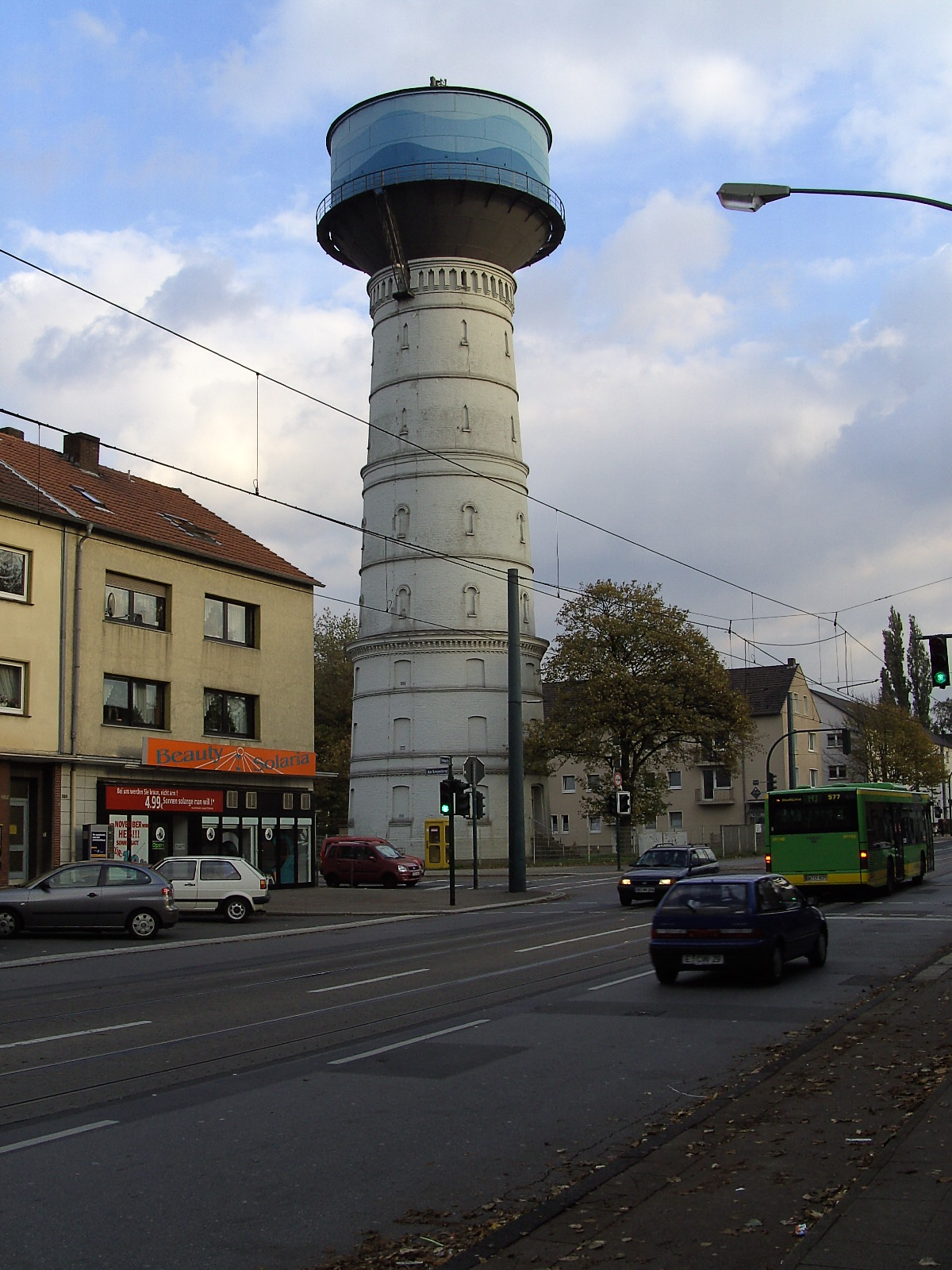
Wasserturm

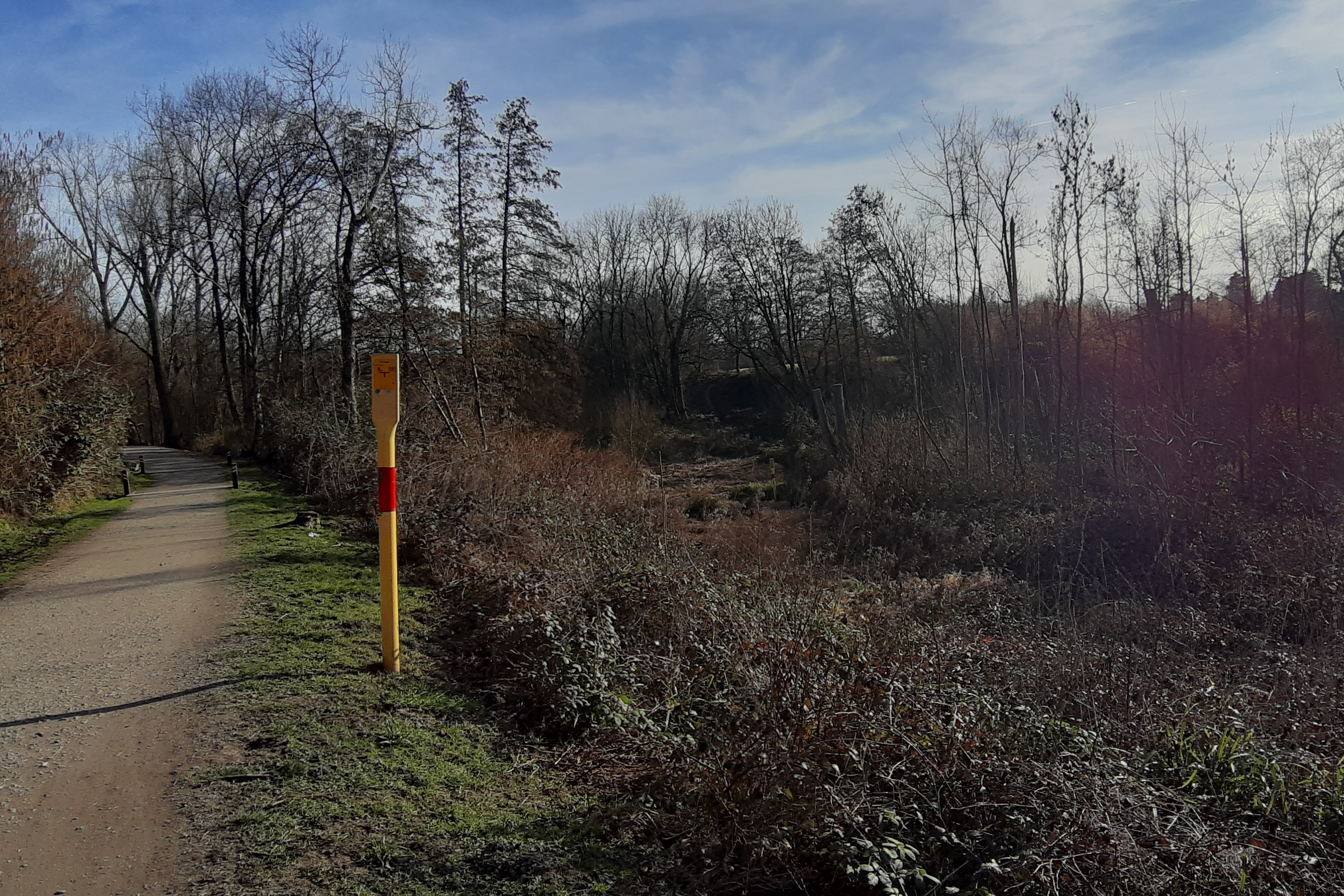
Hexbachtal

Der Naherholung dient das Naturschutzgebiet zwischen Bedingrade, Schönebeck und Mülheim-Dümpten, das Sippchen oder Siepchen genannt wird. Der eigentliche Name ist Hexbachtal, ein fünf Kilometer langes Seitental der Emscher. Der Hexbach, der später in den Läppkes Mühlenbach mündet, fließt hier und bildet im überwiegenden Verlauf die natürliche Ortsgrenze zu Mülheim an der Ruhr.
Der Wasserturm an der Frintroper Straße 326 aus dem Jahre 1897 steht seit 1995 unter Denkmalschutz. Im Volksmund wird er nach dem benachbarten Stadtteil oft als Frintroper Wasserturm bezeichnet. Er ist 44 Meter hoch und enthält rund eine Million Liter Trinkwasser, mit dem im Wesentlichen die Nachbarstädte im Norden versorgt werden.
Das im Jahre 1925 eingeweihte Lutherhaus ist Heimat der Evangelischen Kirchengemeinde Essen-Bedingrade-Schönebeck. Die katholische Kirche St. Franziskus, bis 2008 eigene Pfarrei, seitdem eine Filialkirche der Großpfarrei St. Josef, befindet sich in Borbeck-Mitte direkt an der Stadtteilgrenze zu Bedingrade. Östlich befindet sich eine Waldfläche am Pausmühlenbach, die im Volksmund Lunapark genannt wird und sich bis zur Schloßstraße erstreckt. Die nicht amtliche Namensgebung geht vermutlich darauf zurück, dass sich Anfang des 20. Jahrhunderts gern Liebespärchen in Mondscheinnächten dort aufhielten.
An der Laarmannstraße befindet sich das Franziskushaus, ein ehemaliges Krankenhaus, das jetzt als Seniorenheim genutzt wird. Nebenan liegt das Mutterhaus der Franziskusschwestern der Familienpflege, eines katholischen Ordens in der Ordensfamilie der Franziskanerinnen.
Direkt am Wasserturm befindet sich die Bezirkssportanlage Am Wasserturm, auf welcher die DJK Adler Union Frintrop ihre Heimspiele austrägt. Sie verfügt über zwei Kunstrasenplätze mit Flutlicht, einen Kleinfeld-Platz, eine Fußball-Tennis-Anlage und eine Turnhalle.
Der einzige Friedhof im Stadtteil befindet sich an der Pflanzstraße. Er gehört zur katholischen Gemeinde St. Josef im benachbarten Frintrop.
Die Einkaufsmöglichkeiten beschränken sich auf einige Fachgeschäfte und eine Filiale der Kette Netto Marken-Discount, die sich an der Schloßstraße befindet. Eingekauft wird deswegen verstärkt in den neu entstandenen Lebensmittelmärkten der angrenzenden Stadtteile Frintrop und Schönebeck sowie im Mittelzentrum Borbeck.

### Schulen
1962 eröffnete die evangelische Volksschule an der Lohstraße, die ein Jahr später Anne-Frank-Schule genannt worden war und 1968 Grundschule wurde. 1969 zog die Anne-Frank-Schule an der Lohstraße in ein neues Gebäude, so dass sie seitdem vom alten Gebäude, welches nunmehr als Hauptschule genutzt wurde, räumlich getrennt war. 2008 ist die Grundschule vor ihrer Schließung 2010 in die Grundschule Bedingrade/Schönebeck an der Bergheimer Straße, bis dahin katholische Franziskusschule, integriert worden. Seit 2017 heißt sie Grundschule Bedingrade. Die Hauptschule an der Lohstraße wurde im Sommer 2012 geschlossen. Zwei Jahre später begann der Abriss der Schulgebäude, denn auf dem Gelände wurden von 2014 bis 2017 Einzel- und Doppelwohnhäuser, ein Spielplatz sowie ein Mehrfamilienhaus errichtet. Angrenzend an der Tonstraße befindet sich seit 1977 die LVR-David-Ludwig-Bloch-Schule für hörgeschädigte Kinder und Jugendliche.

### Verkehr
Im Öffentlichen Nahverkehr erschließen die Straßenbahnlinie 105, die Buslinien 143, 185 und 186 sowie die Nachtexpresse NE11 und NE12 der Ruhrbahn den Stadtteil Bedingrade und bieten Direktverbindungen nach Borbeck-Mitte sowie in die Innenstädte von Essen, Bottrop und Oberhausen.
| Linie | Verlauf | Takt (Mo–Fr)        |
| ----- | --- | ------------------- |
| 105   | Naturlinie 105: Frintrop Unterstraße (Stadtgrenze Oberhausen) – Bedingrade – Abzweig Aktienstraße – Borbeck Süd Bf – Helenenstraße – U Berliner Platz – U Rheinischer Platz – U Rathaus Essen – U Essen Hbf – Essen Süd – Bergerhausen – Rellinghausen Finefraustraße | 10 min              |
| 143   | Borbeck Bf – Borbeck Lindnerpl. – Essen-Gerschede – Bedingrade – Essen-Frintrop – Oberhausen-Bermensfeld – Knappenmarkt – Bismarckstraße – Rathaus – Oberhausen Hbf – DU-Obermeiderich Bf – Oberhausen-Alstaden Fröbelplatz                                           | 20 min 10 min (HVZ) |
| 185   | Borbeck Bf – Borbeck Fürstäbtissinstr. – Bedingrade – Essen-Gerschede – Dellwig – Essen-Dellwig Bf – Essen-Frintrop – Neue Mitte Oberhausen | 20 min              |
| 186   | Bottrop ZOB Berliner Platz – Bottrop Hbf – Ebel Zeche Prosper – Essen-Dellwig Schilfstr. – Gerscheder Weiden – Borbeck Germaniaplatz – Borbeck Bf – Bedingrade – Schönebeck – Borbeck Süd Bf – Altendorf Schölerpad                                                   | 20 min              |
| NE11  | Essen Hbf – Rathaus Essen – Berliner Platz – Helenenstraße – Borbeck Süd Bf – Abzweig Aktienstraße – Bedingrade – Frintrop Unterstraße – Oberhausen-Neue Mitte Oberhausen – Ziesakplaza – Theater/Ebertbad – Oberhausen Hbf                                           | 60 min              |
| NE12  | Essen Hbf – Goldschmidtstr. – Rathaus Essen – Berliner Platz – Helenenstraße – Bergeborbeck Bf – Borbeck Germaniaplatz – Gerschede – Essen-Dellwig – Gerschede – Borbeck Bf                                                                                           | 60 min              |

Die Frintroper Straße verläuft als Teil der Bundesstraße 231 in Ost-West-Richtung quer durch den Stadtteil und verbindet Oberhausen mit der Essener Stadtmitte. Im Südosten ist Bedingrade mit der Anschlussstelle Essen-Borbeck an die A 40 angeschlossen.

### Bevölkerung
Am 31. März 2025 lebten 11.952 Einwohner in Bedingrade.
Strukturdaten der Bevölkerung in Bedingrade (Stand: 31. März 2025):
- Bevölkerungsanteil der unter 18-Jährigen: 13,5 % (Essener Durchschnitt: 16,9 %)[9]
- Bevölkerungsanteil der mindestens 65-Jährigen: 27,7 % (Essener Durchschnitt: 21,7 %)[10]
- Ausländeranteil: 7,2 % (Essener Durchschnitt: 20,6 %)[11]

## Geschichte

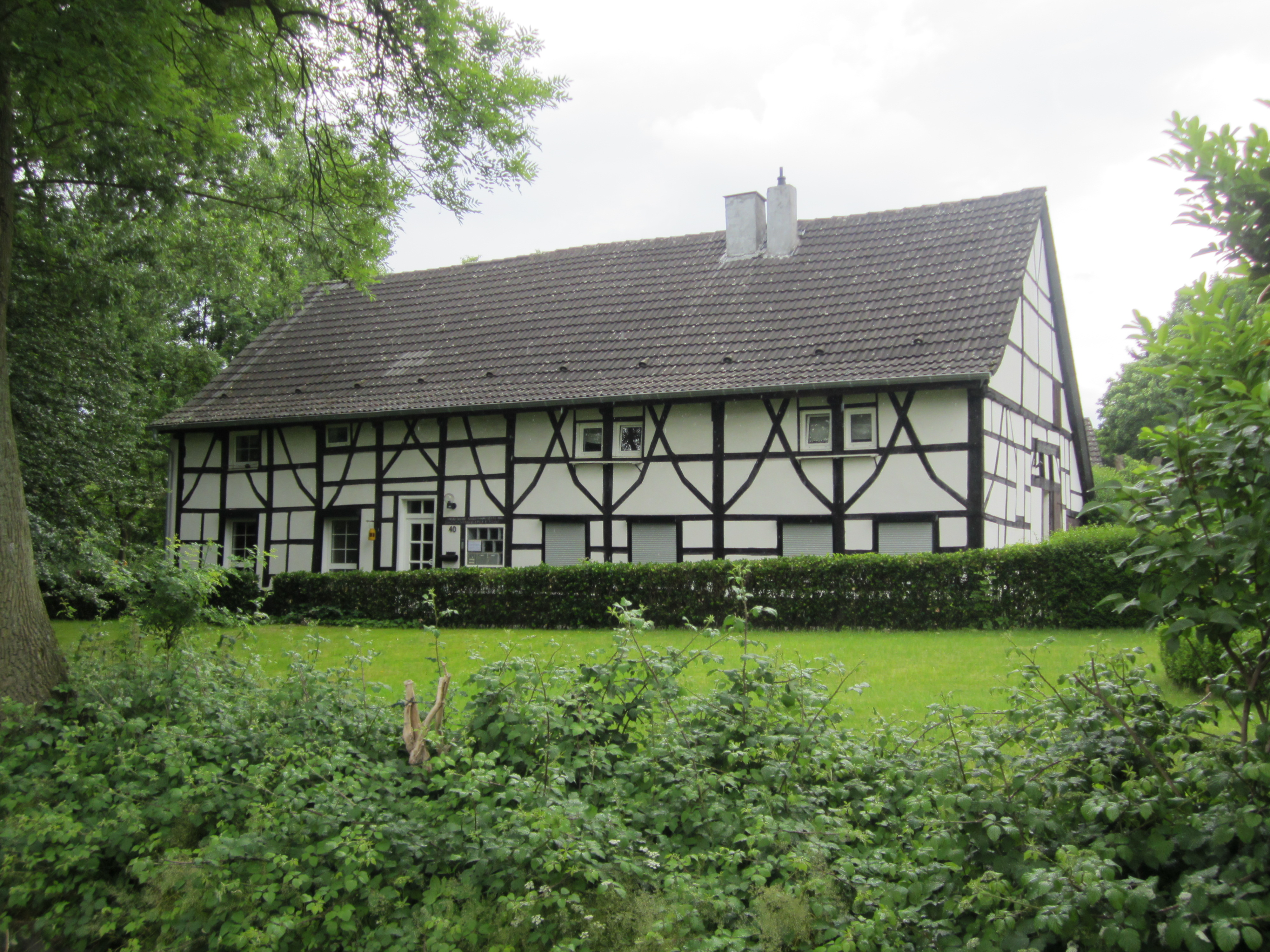
Denkmalgeschützter Brinkmannshof

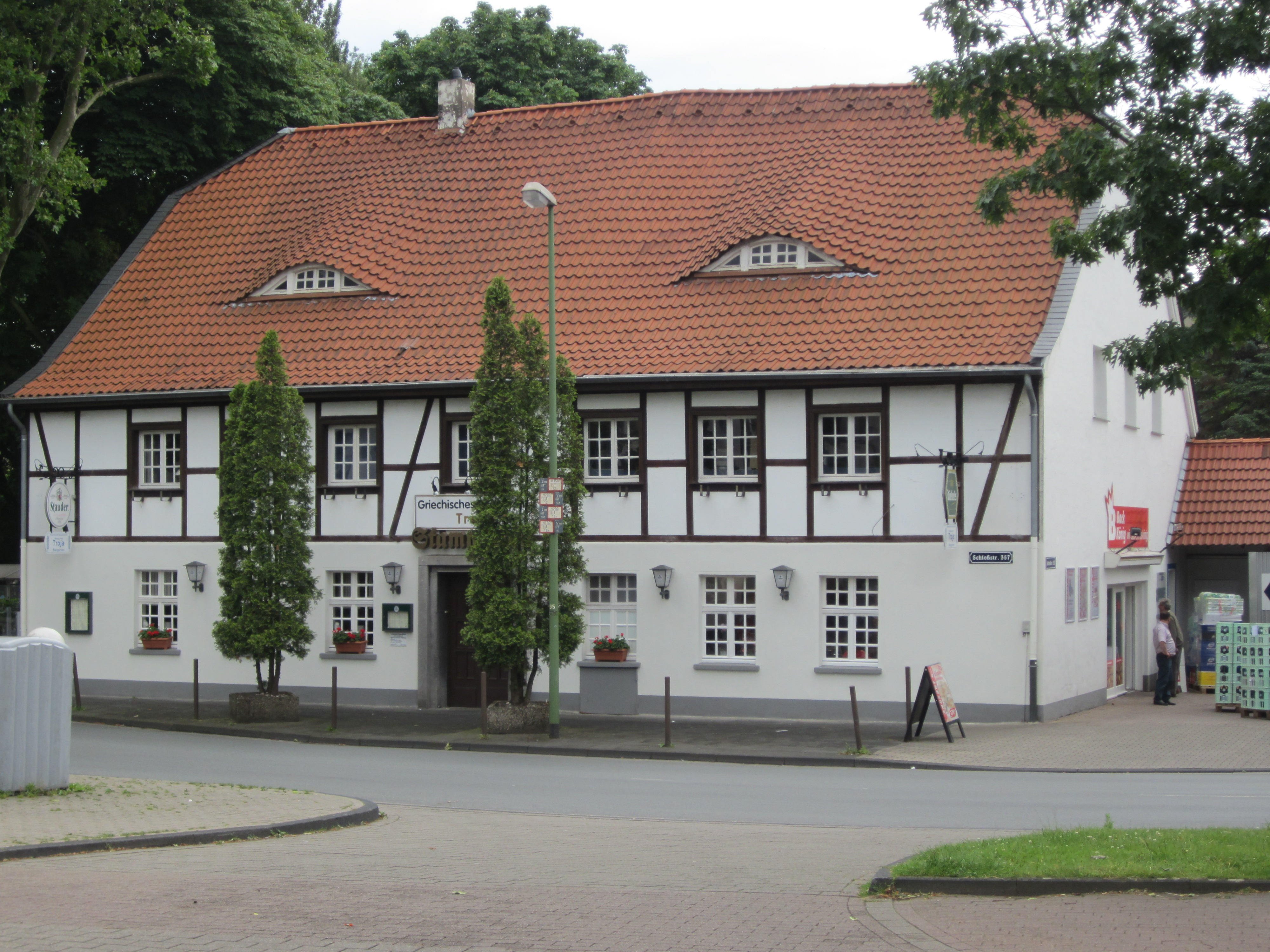
Stammhaus, erste Erwähnung 1604

Die Bauernschaft Bettingrath oder Batingrotha wurde im 11. Jahrhundert erstmals urkundlich genannt. Die alten Höfe Heuckes, Grafschmidt, Paus, Kirchmann und Grote bestanden zum Teil über Jahrhunderte. Ein noch vorhandenes Fachwerkhaus des 1332 erstmals erwähnten Brinkmannshofs steht seit 1985 unter Denkmalschutz. Die Endung -ingrade ist im Ruhrgebiet außergewöhnlich und ist identisch zu der in Ostfalen verbreiteten Endung -ingerode. Etymologisch ist Bedingrade identisch zum etwa 260 km östlich gelegenen Bettingerode am Harz.
Das Stammhaus an der Schloßstraße 357 ist ein denkmalgeschütztes Fachwerkhaus, das 1604 erstmals urkundlich erwähnt wird. Am Heerweg nach Wesel gelegen, diente es dem spanischen Oberst La Valotta und dem Obristen Martin Schenk von Nideggen als Herberge. Von 1949 bis 1963 befand sich eine Poststelle im Stammhaus. Heute ist darin ein Restaurant ansässig.
1905 wurde in der Straße Kiekenberg auf 85 m Höhe ein Wasserspeicher errichtet. Das architektonisch an eine kleine Burg erinnernde Gebäude versorgte neun Jahre lang auch einen Teil des benachbarten Oberhausen mit Trinkwasser. Im heute nicht mehr vorhandenen Keller des noch vorhandenen Gebäudes lag der Wassertank, ebenerdig die Steuerungstechnik. Nachdem es in den 1950er Jahren noch als Lagerhalle und Schreinerwerkstatt diente, zog nach Umbauarbeiten im Jahr 2005 ein Atelier ein, dass im Rahmen von Ausstellungen oder Kursen der Öffentlichkeit zugänglich ist.
Während des Zweiten Weltkrieges befand sich an der Lohstraße eine Flakstellung., die von Westen nach Essen einfliegende alliierte Flugzeuge bekämpfen sollte. Deswegen wurde das eher ländlich geprägte Bedingrade seinerzeit häufiges Ziel von Luftangriffen. Auch heute werden bei Bauarbeiten noch Blindgänger gefunden.

### Zugehörigkeiten
Im Mittelalter waren die Höfe als sogenannte Unterhöfe in den Oberhof Borbeck, meist in Naturalien, abgabenpflichtig. Nachdem im Jahr 852 das Damenstift Essen durch den Bischof von Hildesheim Altfrid gegründet worden war, wurde der Essener Äbtissin im Jahr 860 durch Erzbischof Gunthar von Köln der Oberhof Borbeck rechtlich zugewiesen. Der Oberhof ging 1288 ganz in den Besitz des Damenstifts über, so dass die Äbtissin als solche das geistige, und als Reichsfürstin erhoben, auch das weltliche Sagen über Borbeck und damit auch Bedingrade erhielt. Im Zuge der Säkularisation wurde das Stift 1803 aufgelöst, so dass das Territorium zunächst an Preußen kam.
1808 ging Bedingrade zum neu errichteten Département Rhein des französischen Satellitenstaats Großherzogtum Berg. Nach der Neuordnung Europas durch den Wiener Kongress im Jahre 1815 kam Bedingrade an die nun preußische Bürgermeisterei Borbeck, die dann zum am 23. April 1816 gegründeten Kreis Essen zählte. Nach dessen Auflösung 1823 gehörte Bedingrade bis 1859 als Teil der Bürgermeisterei zum Kreis Duisburg, danach ab 1859 zum wieder neu eingerichteten Landkreis Essen. Am 1. April 1915 wurde die Bürgermeisterei Borbeck, und damit auch Bedingrade, zur Stadt Essen eingemeindet. Bedingrade bildet seitdem einen Stadtteil der Stadt Essen im Stadtbezirk IV Borbeck.

### Wappen

Wappen von Bedingrade

Blasonierung: „In Grün ein gestürzter silberner (weißer) Pflug.“
Das Wappen wurde von Kurt Schweder entworfen und hatte nie offiziellen Charakter. Ende der 1980er Jahre schuf der Heraldiker für alle Essener Stadtteile Wappen. Sie sind inzwischen von der Essener Bevölkerung gut angenommen worden.

Bedingrade stammt von Batingrotha, wie es im 11. Jahrhundert genannt wurde. Bathing ist wahrscheinlich ein Familienname, -rotha bedeutet Rodung, welches Grundlage für diese Wappengestaltung war. Nach der Rodung kommt der Pflug.